# Robert Pashley
Robert Pashley, né en 1805 à York et mort en 1859 à Londres, est un voyageur et homme de loi britannique.

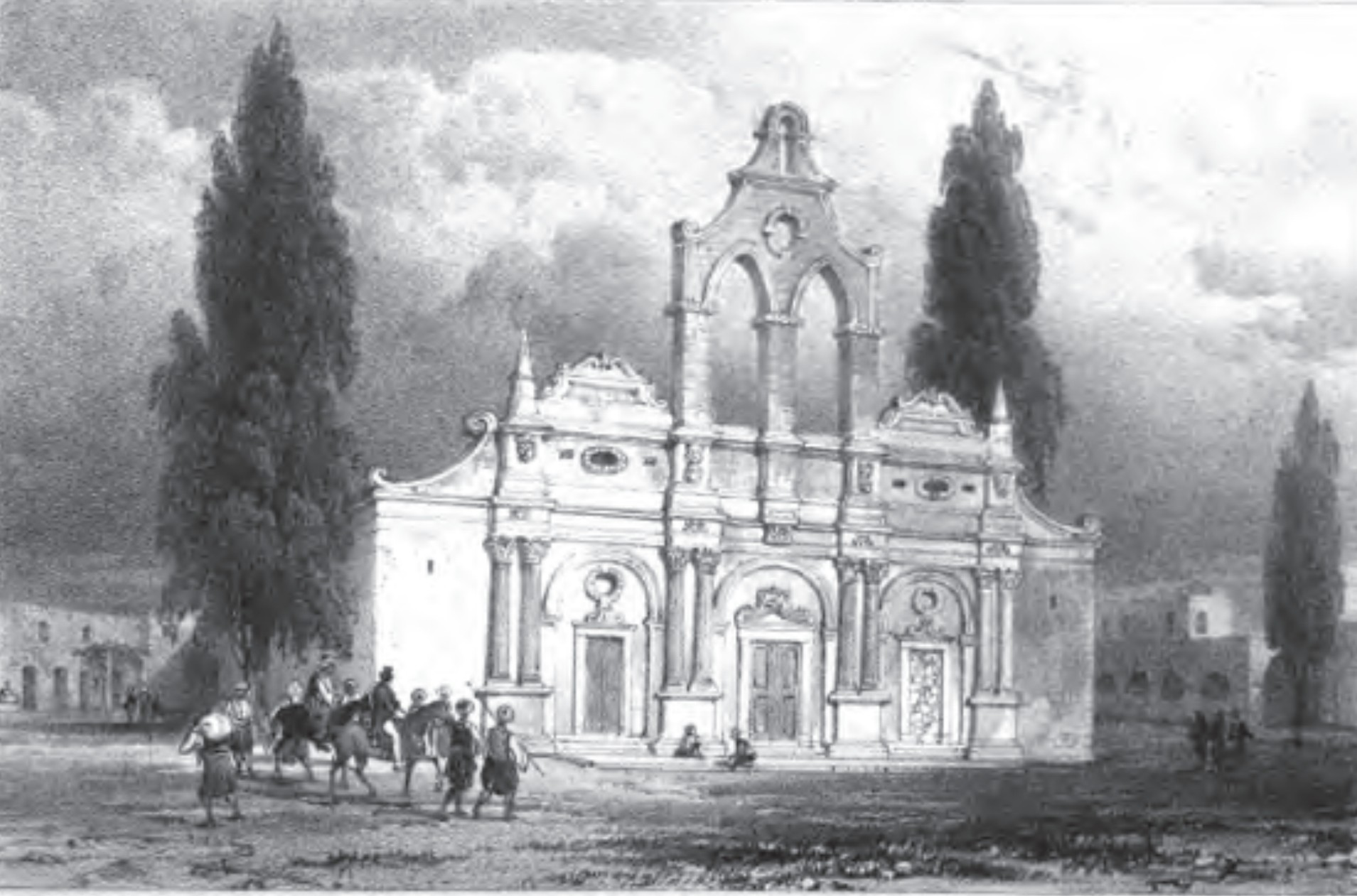
Le monastère d'Arkadi, illustration des Travels in Crete.

Il étudie la philologie classique et les mathématiques au Trinity College de Cambridge à partir de 1825. Après avoir compilé toute la documentation possible des écrits  antiques, médiévaux et modernes sur la Crète, il entreprend en 1834 et 1835 un voyage en Grèce, en Asie mineure et en Crète, à la suite duquel il publie une relation de ce voyage en deux volumes, Travels in Crete, en 1837. Durant les quatre mois de son séjour en Crète, il identifie la plupart des sites importants, en particulier Cnossos. Il est cependant persuadé que tous les sites qu'il décrits dans son ouvrage sont des vestiges gréco-romains, ne pouvant imaginer qu'il relève d'une tout autre civilisation. Son ouvrage décrit aussi la vie en Crète à l'époque de son voyage,.
Pashley mène par la suite une carrière d'homme de loi, jusqu'à sa mort en 1859. Il est enterré au cimetière de Kensal Green.

## Ouvrages
- (en) Travels in Crete, 1837 [vol. 1]
- (en) Pauperism and Poor Laws, 1852